# Fábrica de Relojes de Petrodvorets

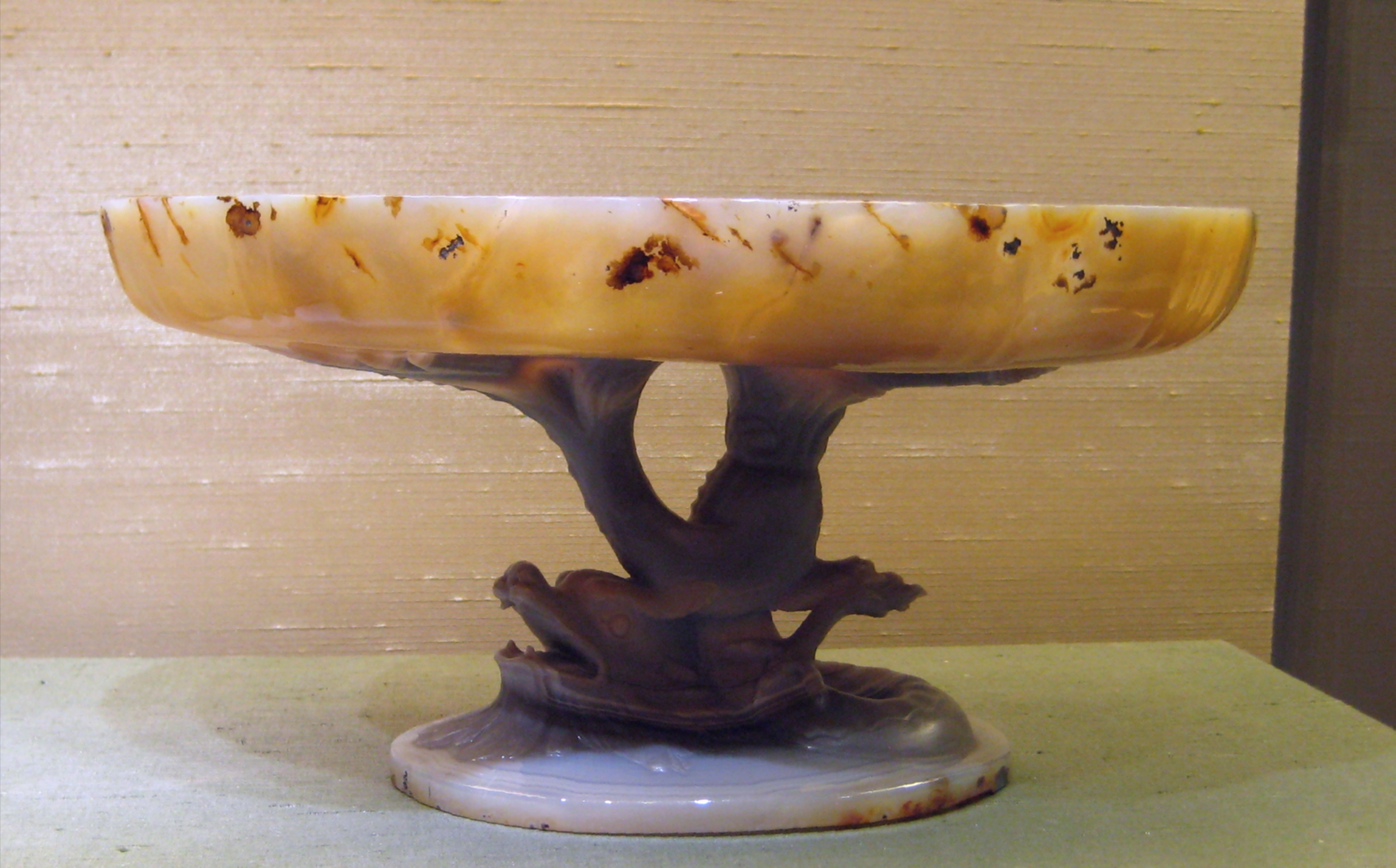
Vaso de ágata de la Fábrica Imperial de Peterhof

La Fábrica de Relojes Petrodvorets (en ruso, Петродворцовый часовой завод) es una de las empresas más antiguas de Rusia. Fundada por Pedro I de Rusia en 1721 como Fábrica de Lapidaria Peterhof con el propósito de trabajar piedras semipreciosas, desde 1945 produce los relojes Pobeda y desde 1961 fabrica los relojes Raketa, ambas marcas originarias del período soviético. En casi 300 años de historia, la fábrica ha cambiado de nombre varias veces. Petrodvorets se encuentra en San Petersburgo.

## Historia
Fundada en San Petersburgo por Pedro el Grande en 1721 como Fábrica de Lápidas Peterhof para realizar tallas en piedras duras, producía objetos de lujo con piedras preciosas y semipreciosas para los palacios de los zares. En la era soviética, la planta seguía trabajando con piedras preciosas.
Durante el Sitio de Leningrado, la fábrica fue destruida por las tropas nazis. Fue reconstruido a partir de 1944 tras la liberación de la ciudad. En 1945, Stalin, que quería reducir la dependencia de la URSS de las importaciones de Occidente, dio la orden a la fábrica de producir relojes, que comenzaron a distribuirse bajo las marcas Pobeda y Zvezda.
En sus años de máxima actividad después de la Segunda Guerra Mundial, la planta empleaba a 8.000 personas y producía 4,5 millones de relojes al año para los ciudadanos soviéticos y las necesidades del Ejército Rojo. La planta estaba equipada con dos búnkeres preparados para resistir ataques atómicos, con capacidad para 8.000 personas en caso de una ofensiva nuclear occidental.
Después de 1991, la planta redujo drásticamente la producción tras los turbulentos años de privatización y el colapso de la Unión Soviética.

## Turismo
Posteriormente, la fábrica, considerada estratégica y cerrada a los visitantes durante la época soviética, se ha abierto al turismo. Peterhof recibe una media de tres millones de visitantes al año y la fábrica se ha convertido en un recorrido popular. Los guías muestran las instalaciones de producción, lo que da la sensación de viajar a la URSS, pero también aprender sobre la fabricación de relojes.

## Marcas

### Desde la época soviética
Raketa: marca de lujo, totalmente de fabricación propia. La marca se creó en 1961 en honor al vuelo de Yuri Gagarin al espacio. Es una de las pocas marcas de relojes del mundo que produce sus movimientos internamente al 100%, y es famosa por sus relojes fabricados para cosmonautas, expediciones polares, pilotos y militares.
Pobeda: gama más asequible, cargada de historia. Fundada por el propio Stalin en 1945, Pobeda es probablemente la marca más popular de Rusia durante los últimos 100 años. Se convertiría en el primer reloj que estuvo en el espacio en 1961, y siempre ha sido una marca rusa popular y asequible.
Talberg: marca de relojes propiedad de la fábrica desde antes de la Revolución.

## Nombres utilizados por la fábrica
- Antes de 1917 se llamaba Fábrica de Lapidaria Imperial de Peterhof.[4][5]

- A partir de 1949 tomó los nombres siguiente: Fábrica de Relojes de Petrodvorets, Fábrica de Relojes Petrodvorets "Raketa" y Fábrica de Relojes de Peterhof